# Karl Schröder-Tapiau
Karl Schröder-Tapiau (* 25. Oktober 1870 in Tapiau, heute Gwardeisk; † 27. Dezember 1945 in München) war ein deutscher Maler.

## Leben
Schröder besuchte nach dem Abitur in Königsberg die Preußische Akademie der Künste. 1892 wechselte er an die Kunstakademie Karlsruhe, wo er nach Abschluss Meisterschüler des Porträt- und Historienmalers und Akademiedirektors Ferdinand Keller wurde. Im Jahr 1901 zog er nach München, doch die Übersiedlung schien der Karriere des bis dahin erfolgreichen Malers einen Dämpfer zu versetzen. Er konnte nicht so recht Fuß fassen und so zog er nach Dachau. Hier wurde er nach dem Ersten Weltkrieg Mitbegründer der Künstlergruppe Dachau (später Künstlervereinigung Dachau). Zuvor hatte er während des Krieges vier Jahre als Sanitäter beim bayerischen mobilen Transporttrupp in Frankreich gedient. Erst 1940 kehrte er nach München zurück, wo er fünf Jahre später starb.
Nachdem Schröder-Tapiau in München in den 1900er Jahren mit der Pianistin und Geigerin Margarete Agnes Schröder geb. Lamm verheiratet gewesen war, heiratete er Anfang der 1940er Jahre Karin Hoefl.

## Werk
Schröder, der später auch den Namen seiner Heimatstadt annahm, malte vor allem Porträts und Landschaften. Eine regional herausragende Bedeutung erlangte er für seine Dachauer Motive. In den Werken bis zum Ersten Weltkrieg ist ein deutlicher Einfluss seiner Lehrer an der Karlsruher Akademie erkennbar. Schröder-Tapiau malte in diesen Jahren vor allem biedermeierliche Stücke mit impressionistischen Aufhellungen, später sind dann zunehmend Einflüsse von Maurice Utrillo erkennbar, insbesondere in der Darstellung von Gebäuden, die von kräftigen Farbflächen geprägt sind. Im Alterswerk hellte sich Schröder-Tapiaus Farbpalette weiter auf. Die malerische Dominanz wird zugunsten einer zeichnerischen Konstruktion aufgegeben und diese von hellen Farben noch betont.

## Ausstellungen
- 1952: Gedächtnisausstellung in der Städtischen Galerie München
- 2019: Die Anfänge der Künstlergruppe Dachau, Gemäldegalerie Dachau[3]

## Auszeichnungen
- Badischer Staatspreis[2]